# Hypocrea colensoi
Hypocrea colensoi är en svampart som beskrevs av Lloyd 1924. Hypocrea colensoi ingår i släktet svampdynor och familjen Hypocreaceae.   Inga underarter finns listade i Catalogue of Life.